# Antigonus van Socho
Antigonus van Socho (Hebreeuws: אנטיגנוס איש סוכו) was de eerste schriftgeleerde waarvan niet alleen de naam maar ook een belangrijke theologische doctrine bewaard is gebleven in de farizese traditie. Zijn bloeitijd was de eerste helft van de derde eeuw v.Chr. Volgens de Misjna was hij de discipel en opvolger van Simon de Rechtvaardige (Hebreeuws: שמעון הצדיק). Zijn motto luidde: "Wees niet als dienstknechten die hun meester dienen omwille van de beloning, maar veeleer, wees als dienstknechten die hun meester niet dienen omwille van de beloning, en heb het ontzag voor de hemel". Het vat de farizese leer samen dat goed moet worden gedaan zonder eigenbelang en kwaad moet worden vermeden, ongeacht de gevolgen, of die nu voordelig of schadelijk zijn. De opvatting die dominant in de Hebreeuwse Bijbel voorkomt, namelijk dat Gods wil moet worden gedaan om Zijn gunst te verkrijgen in de vorm van fysieke welvaart, werd verworpen door Antigonus' leerling (zie hieronder), evenals de specifiek "farizeïsch" genoemde opvatting dat een beloning in het hiernamaals een beweegreden zou zijn voor menselijke deugd.
Zonder een beloning in het hiernamaals te ontkennen, wijst Antigonus erop dat de handelingen van mensen niet moeten worden beïnvloed door de lage gevoelens van vrees voor de stervelingen, maar dat er een goddelijk oordeel komt waarvoor mensen ontzag moeten hebben. De uitdrukking "Hemel" voor "God" is het oudste bewijs in het jodendom na de Babylonische ballingschap van het geloof in een transcedente Godheid. Het is ook een merkwaardig feit dat Antigonus de eerste Jood is met een gedocumenteerde Griekse naam. Traditionele joodse bronnen verbinden Antigonus met de oorsprong van de sadduceeën: Sadok, leerling van Antigonus en mogelijk de oprichter van de sadduceeën, zou het bovengenoemde motto van Antigonus verkeerd hebben geïnterpreteerd en hebben geconcludeerd dat er geen leven na de dood is.
- Nationale Bibliotheek van Israël: 987007523011105171
- Virtual International Authority File: 308278230